# Klosterkirche Krevese

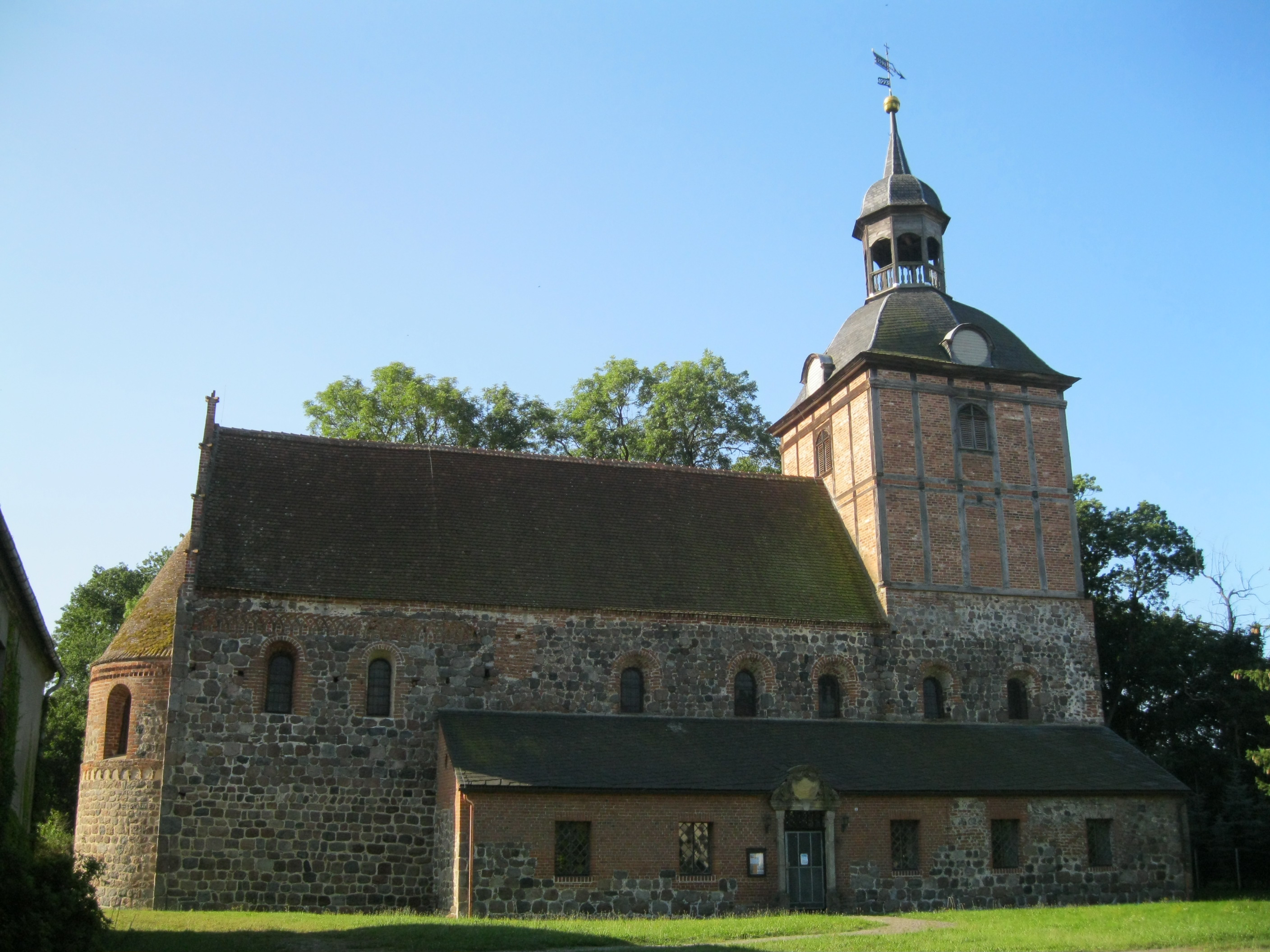
Ehemalige Klosterkirche Krevese

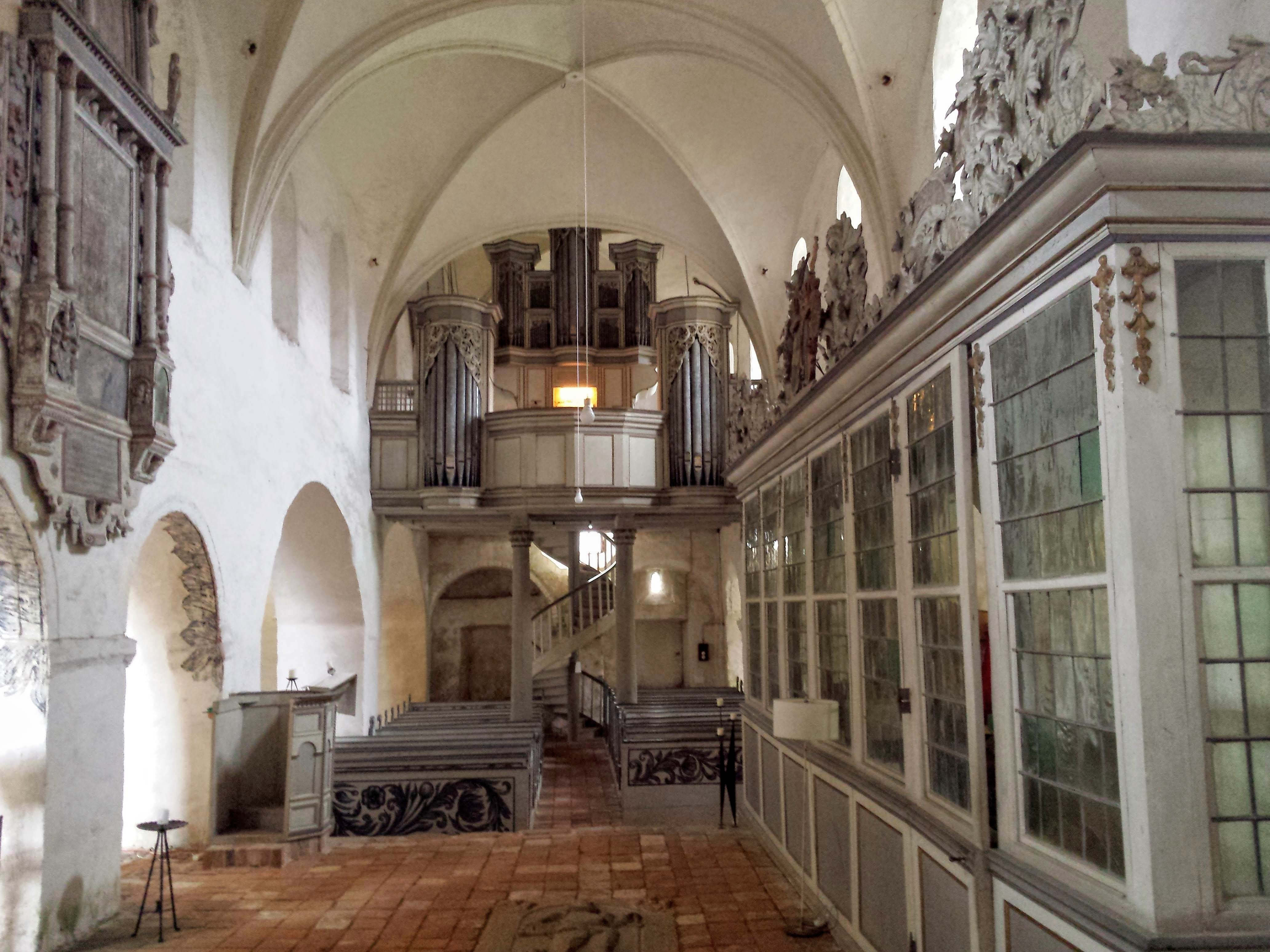
Innenansicht nach Westen

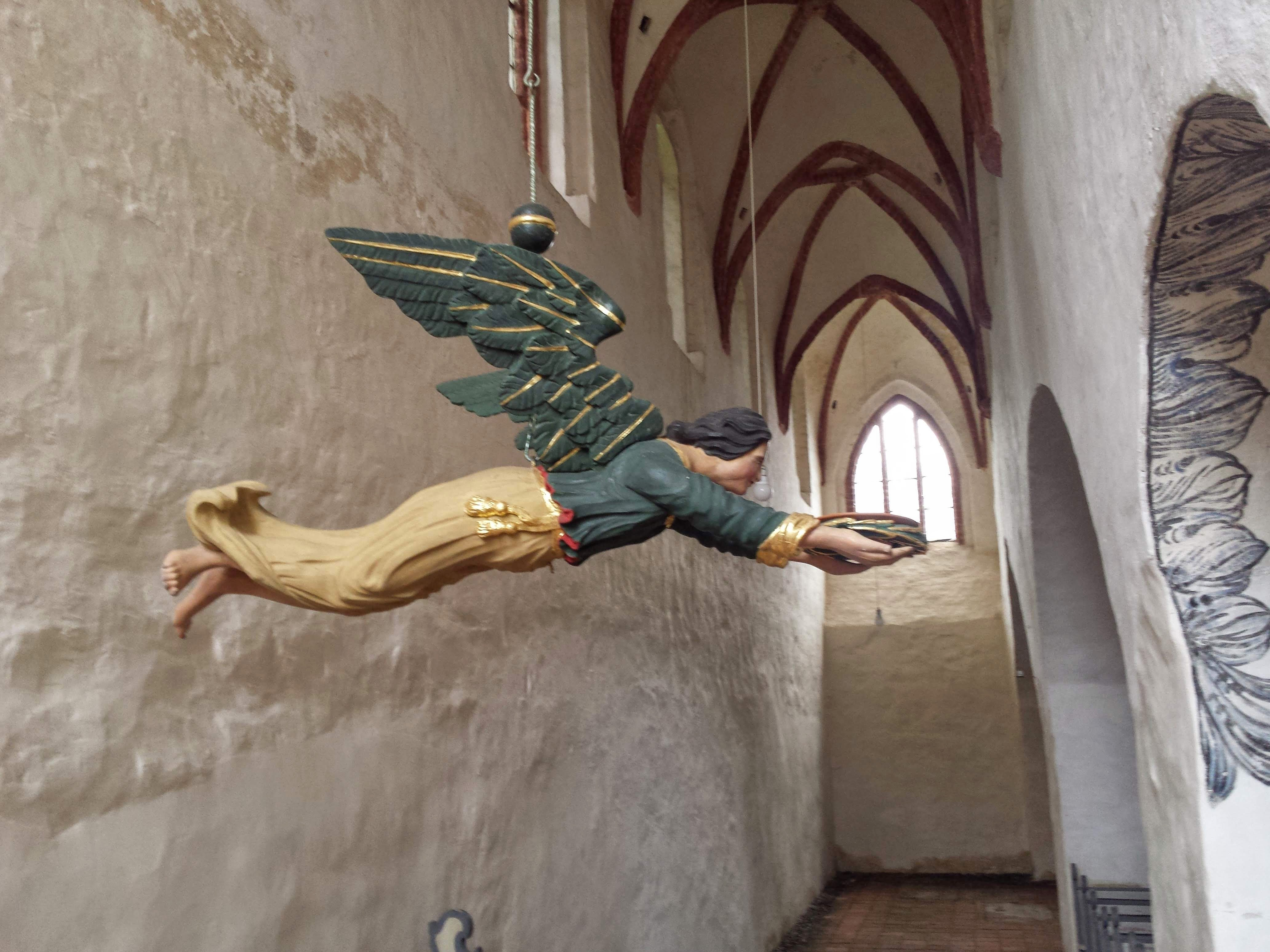
Taufengel

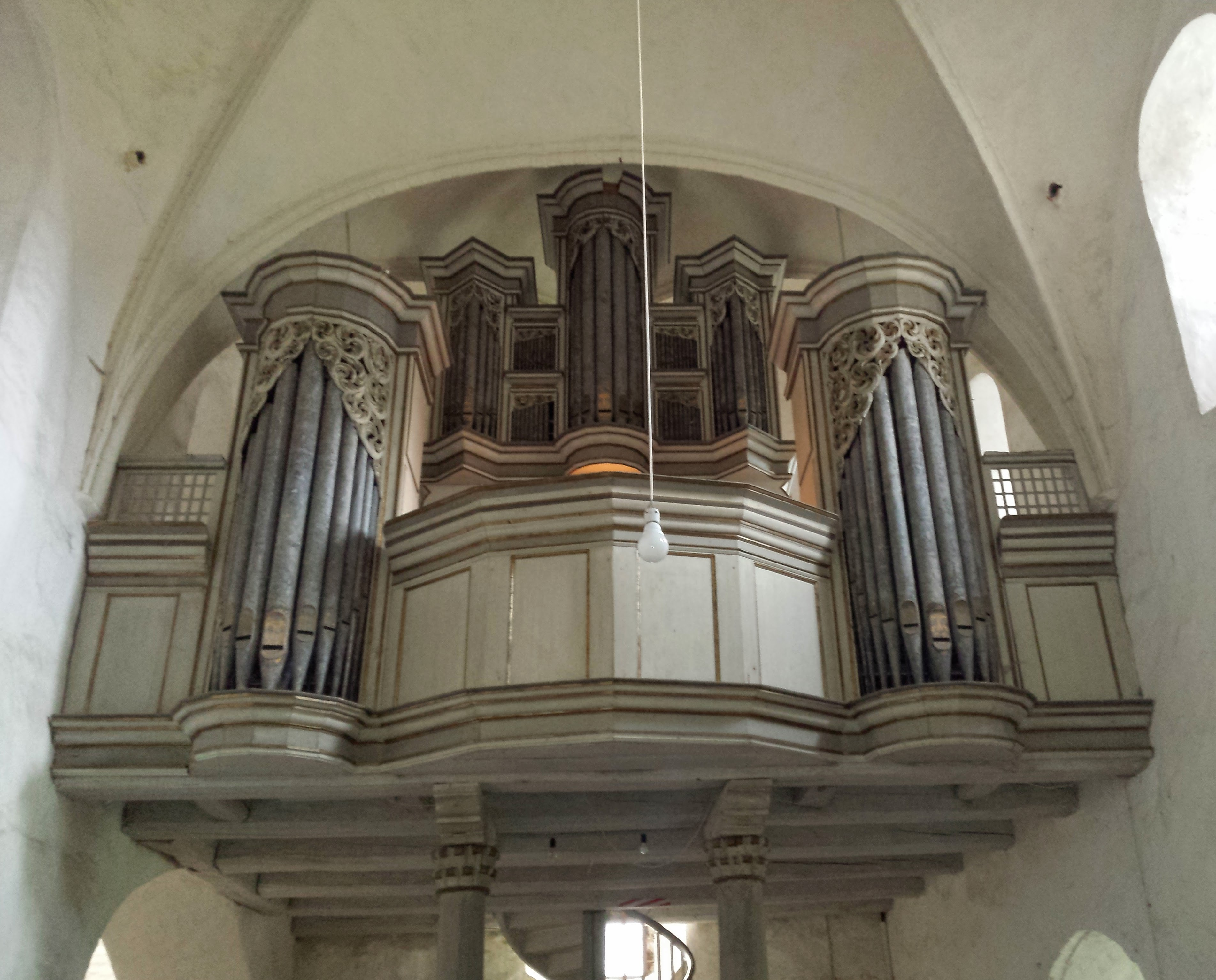
Orgel

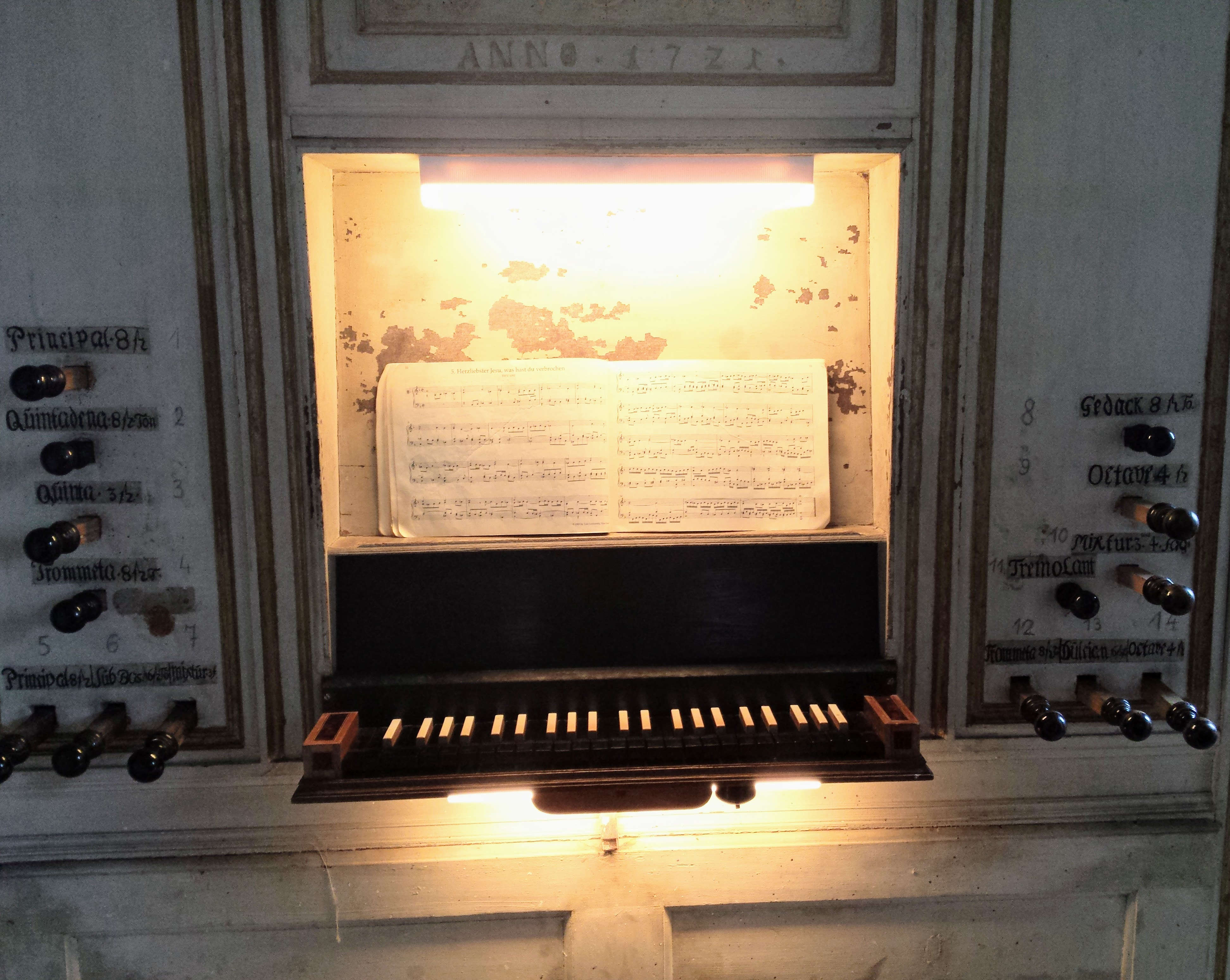
Spielschrank der Orgel

Die ehemalige Klosterkirche Krevese ist eine romanische Kirche im Ortsteil Krevese der Stadt Osterburg in der Altmark in Sachsen-Anhalt. Sie gehört zur Kirchengemeinde Kossebau im Kirchenkreis Stendal der Evangelischen Kirche in Mitteldeutschland.

## Geschichte

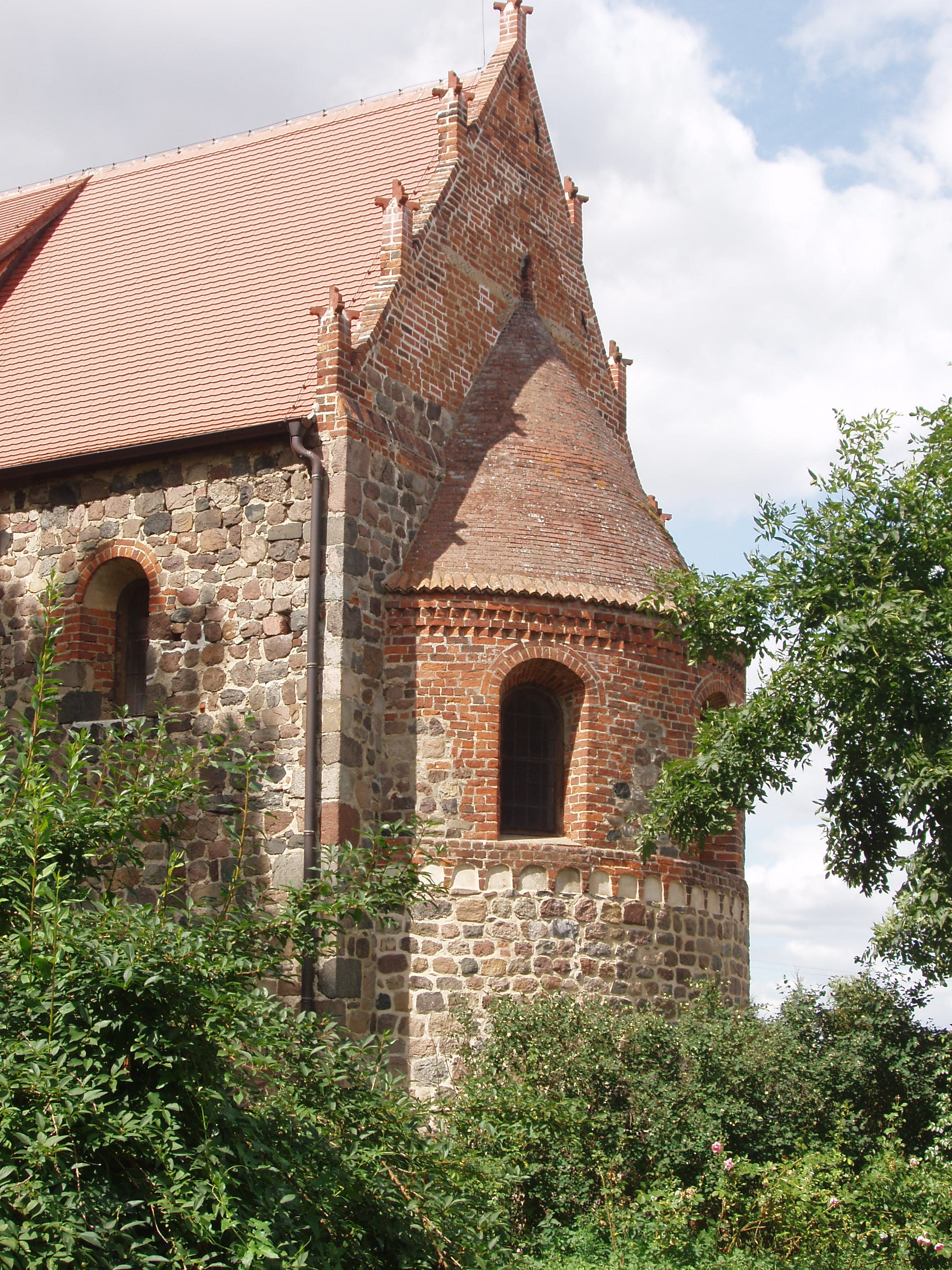
Apsis

Das Kloster Krevese wurde als Benediktinerinnen-Kloster im Jahre 1170 durch Graf Albrecht von Osterburg gegründet. Es gehörte zur Diözese Verden. Das Kloster wurde nach Einführung der Reformation im Jahr 1541 in ein evangelisches Frauenstift umgewandelt. Die Gebäude gingen durch Gütertausch im Jahr 1563 an die Familie von Bismarck. Im Jahr 1602 verstarb die letzte Domina, und das Damenstift wurde aufgelöst. Die Klostergebäude wurden 1856 abgetragen.

## Baubeschreibung
Die archaisch-rustikal wirkende Kirche wurde aus Feldstein- und Backsteinmauerwerk als romanische Basilika mit Apsis, aber ohne Querhaus bis etwa 1200 erbaut. Die Apsis zeigt in Traufhöhe eine Verzierung mit doppeltem Deutschem Band. Auf der Chornordseite ist ein zweifach verschränkter Kreuzbogenfries in Traufhöhe zu finden. Diese Ausbildung des Frieses wird in der Fachliteratur auf die mangelnde Vertrautheit der Bauleute mit der Backsteinbautechnik zurückgeführt.
Das Mittelschiff erhielt in der zweiten Hälfte des 14. Jahrhunderts ein gotisches Kreuzgewölbe. Das südliche Seitenschiff wurde vermutlich 1527 auf die Höhe des Mittelschiffs umgebaut und ebenfalls mit Kreuzgewölben eingewölbt. Das nördliche Seitenschiff behielt seine halbe Mittelschiffshöhe und die ursprüngliche Einwölbung mit Tonnengewölbe und Stichkappen, wurde jedoch im Jahre 1908 mit rechteckigen Fenstern versehen. Die Klosterkirche zeigt an der Nordwand des Mittelschiffs abwechselnd Säulen und Pfeiler (Stützenwechsel). Die Rundbogenfenster des Mittelschiffs sind jeweils zu Zweiergruppen zusammengefasst. An der Südwand wurden bei der Aufstockung und Einwölbung des Seitenschiffs die Arkadenbögen erweitert; daher blieben von den Stützen dort nur die Pfeiler übrig. Der ursprüngliche Westbau ist nur noch in Abbruchspuren und an einem vermauerten Doppelportal über quadratischem Mittelpfeiler zu erkennen. Der Zugang zur Kirche erfolgt heute durch das 1746 datierte Portal im nördlichen Seitenschiff. Der heutige Turm wurde als Fachwerkaufsatz im Jahr 1598 über dem westlichen Mittelschiffsjoch errichtet und erhielt 1707 eine barocke Haube und Laterne.
Restaurierungen der Kirche erfolgten in den Jahren 1953 bis 1958 und nach 1993.

## Ausstattung

### Altar und Orgel
Die Kirche besitzt eine barocke Ausstattung. Dazu gehören ein Kanzelaltar und ein Taufengel aus den Jahren 1743/46 sowie das Gestühl und eine Patronatsloge (vor 1744).
Eine Bronzeglocke wurde von Johann George Ziegner in Salzwedel 1745 gegossen.
Besonders kostbar ist die barocke Orgel mit 13 Registern auf einem Manual und Pedal. Sie wurde 1721 vom Orgelbauer Anton Heinrich Gansen aus Salzwedel erbaut und hat ihr ursprüngliches Klangbild weitgehend bewahrt. Das Werk wurde 1954 und 1962 restauriert.
| Manual CD–c3  |       |  |
| Principal     | 8′    |  |
| Gedackt       | 8′    |  |
| Quintadena    | 8′    |  |
| Octave        | 4′    |  |
| Quinta        | 3′    |  |
| Mixtur III–IV | 1 ⁄3′ |  |
| Trommeta      | 8′    |  |

| Pedal CD–d1 |       |  |
| Sub Bas     | 16′   |  |
| Principal   | 8′    |  |
| Octave      | 4′    |  |
| Mixtur III  | 1 ⁄3′ |  |
| Dulcian     | 16′   |  |
| Trommeta    | 8′    |  |

- Tremolant

Anmerkungen
- Tonhöhe: ½ über 440 Hz (a’)
- Stimmung: Gleichschwebend
- Winddruck: etwa 65 mm WS

### Grabmäler
Zahlreiche figürliche Grabmäler der Familie von Bismarck sind zu erwähnen:
- ein Doppelgrabstein für Heinrich († 1575) und Ilse († 1581) von Bismarck an der Chorsüdwand,
- ein Grabstein für Friederike von Bismarck († 1578) im Chor,
- zwei Grabsteine für Friedrich von Bismarck († 1589) und Anne Sophie von Bismarck († 1579) im Chorfußboden vor dem Altar und
- ein Grabstein für Abraham von Bismarck († 1589) im Fußboden des Vorchors.

Mehrere Kindergrabsteine der Familie von Bismarck sind im südlichen Seitenschiff zu finden. Schließlich ist ein hölzernes Epitaph für Pantaleon von Bismarck († 1604) und Frau Anna (geborene von der Schulenburg, † 1626) zu nennen, das die Auferstehung der Toten in einem Gemälde zeigt, darüber im Aufsatz die Auferstehung Christi. Ein Inschriftgrabstein erinnert an die letzte Domina des Klosters Katharina von Gripern († 1602).

## Archivalien
- Ausgewählte Urkundenüberlieferung des Klosters Krevese im Landesarchiv Sachsen-Anhalt, Abteilung Magdeburg